# Podocopa
Podocopa is een onderklasse van kreeftachtigen binnen de stam van de Arthropoda (geleedpotigen). Deze subklasse kan worden onderscheiden van de andere subklasse Myodocopa door de morfologie van de tweede voelspriet: de Podocopa hebben een relatief lange endopode, terwijl de Myodocopa een relatief lange exopode hebben. Het zevende lidmaat van de Podocopa heeft verschillende vormen of is afwezig, maar is nooit een ringvormig wormachtig lidmaat (zoals te zien is bij sommige Myodocopa). Binnen de Podocopa zijn er drie orden: Platycopida, Podocopida en Palaeocopida.

## Orden
- Platycopida
- Podocopida

## Incertae sedis
Er is nog onduidelijkheid over bij welke orde deze onderklasse behoort te worden ingedeeld ('incertae sedis').

### Familie
- Janischewskyidae Gramm, 1983 †

### Geslachten
- Aboilia Becker & Adamczak, 1993 †
- Palmanella
- Ponticocytheres
- Tandonella Jain, 1978
- Typhloeucytherura Colalongo & Pasini, 1980 †